# Boire et déboires (Les Simpson)
Pour les articles homonymes, voir Boire et Déboires (homonymie).
Boire et déboires (en France) ou Un soûlon c'est bien mais deux c'est mieux (au Québec) (Co-Dependent's Day) est le 15e épisode de la saison 15 de la série télévisée d'animation Les Simpson.

## Synopsis

Logo de Cosmic Wars
inspiré du logo de Star Wars

Les Simpson vont au cinéma voir le film Cosmic Wars (parodie de l'épisode I de Star Wars). Le film étant très mauvais, Lisa et Bart décident alors d'écrire au réalisateur du film, Randall Curtis, pour se plaindre. Une lettre leur revient dans laquelle Curtis dit sa joie de savoir qu'ils ont apprécié son film. Devant cette réponse qui n'a rien à voir avec leur courrier, les Simpson décident d'aller au ranch de Curtis.
Après discussion, Lisa et Bart parviennent à le remettre sur le droit chemin. Pendant ce temps, Homer et Marge vont déguster des vins dans la région. Ils reviennent saouls mais Marge prend goût à cette vie nocturne... De retour de la Fête de la bière, Homer a un accident de voiture qu'il met sur le compte de Marge. Marge intègre alors un centre de désintoxication...

## Références culturelles

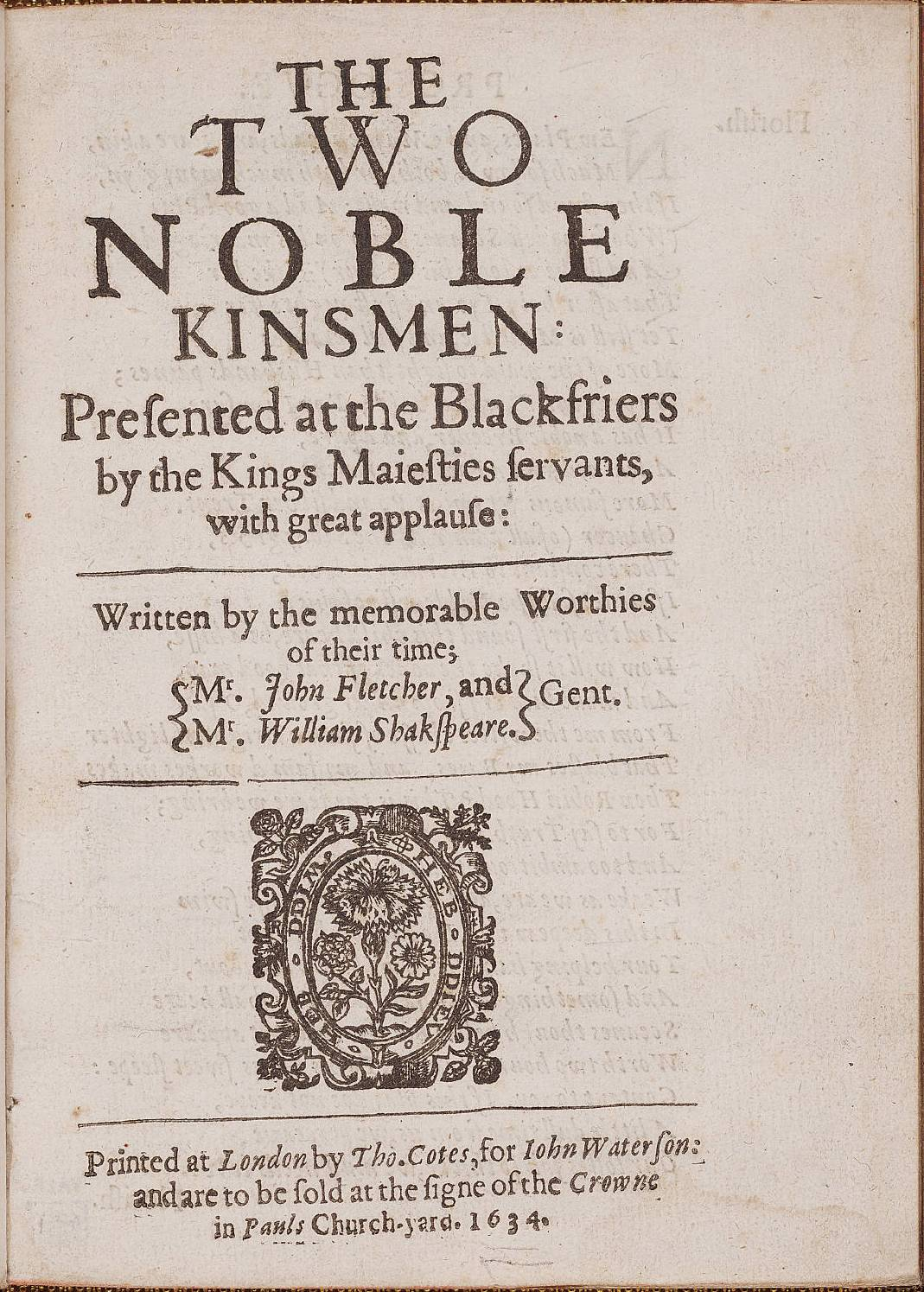
Les Deux Nobles Cousins (The Two Noble Kinsmen)